# Risa Shinnabe
Risa Shinnabe (jap. 新鍋 理沙, Shinnabe Risa; * 11. Juli 1990 in Kirishima) ist eine japanische Volleyballspielerin. Sie gewann bei den Olympischen Spielen 2012 die Bronzemedaille.

## Karriere
Shinnabe begann ihre Karriere an der Kanoya-chuo High School und spielte später im Team der Nobeoka Gakuen High School. 2009 kam sie zu ihrem heutigen Verein Hisamitsu Springs. 2011 debütierte die Außenangreiferin in der japanischen Nationalmannschaft, mit der sie im gleichen Jahr den zweiten Platz bei der Asienmeisterschaft erreichte. 2012 nahm sie an den Olympischen Sommerspielen in London teil und gewann die Bronzemedaille.